# Daniel Serafin

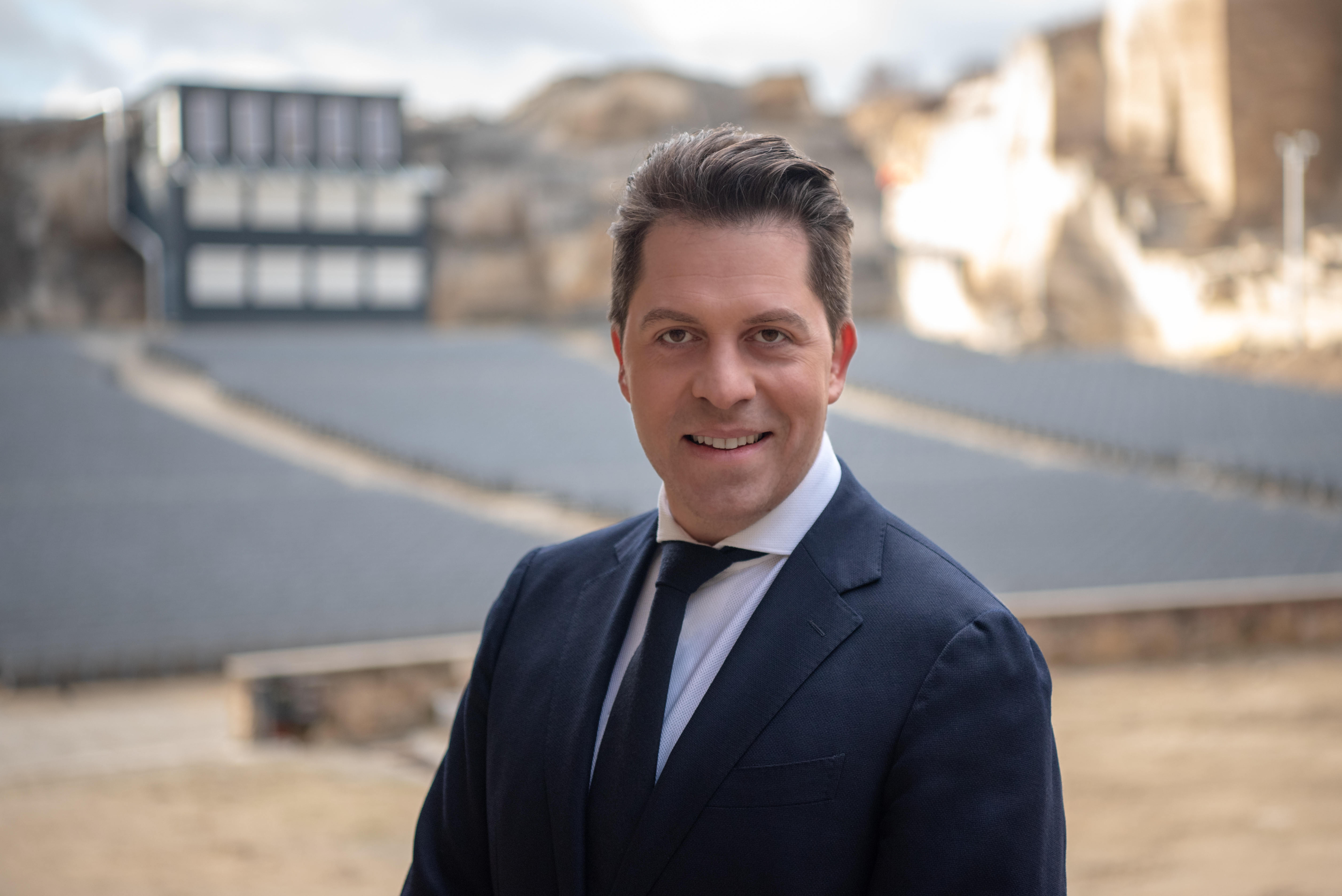
Daniel Serafin (2019)

Daniel Serafin (* 17. Oktober 1981 in Wien) ist ein österreichischer Opernsänger (Bariton) und Kulturmanager. Er ist Intendant der Oper im Steinbruch St. Margarethen und seit 2021 Vorstand der PIEDRA Oper und Konzert Privatstiftung.

## Leben
Daniel Serafin ist der Sohn des österreichischen Kammersängers Harald Serafin und Inge Serafin, seine Halbschwester ist die Sopranistin Martina Serafin. Nach Abschluss der Matura an der Vienna International School studierte er Gesang und Schauspiel u. a. am Mozarteum Salzburg, am Konservatorium Wien sowie an der New Yorker Juilliard School, wo er sein Studium mit dem Bachelor of Music sowie dem Master of Arts beendete.
Serafins breitgefächertes Repertoire, welches Oper, Operette, Musical und Lied umfasst, reicht von klassischen über moderne Werke bis hin zum Crossover. Er sang Partien wie unter anderem Graf Almaviva in Le nozze di Figaro, Papageno in Die Zauberflöte, Silvio in I Pagliacci, Sid in Albert Herring sowie Dr. Falke in Die Fledermaus, Josef in Wiener Blut, Graf Homonay in Der Zigeunerbaron und Freddy Eynsford-Hill in My fair Lady.
Serafin wirkte zunächst an den Wiener Kammerspielen und am Theater in der Josefsstadt, wo er in der Spielzeit 2004/2005 festes Ensemblemitglied war. Er trat weltweit an zahlreichen Opern- und Konzerthäusern auf. 2012 machte er eine Welt-Tournee mit seinem Liedprogramm Verboten und Verbannt – Entartete Musik, einem Tangoprogramm mit dem Orchestra National de Argentine unter der Leitung von Leonard Cohen. 2014 ging er mit seinen Soloprogrammen Danny spielt auf und American Songbook auf Welt-Tournee. Des Weiteren gastierte er bei verschiedenen Festivals, z. B. den Seefestspielen Mörbisch sowie dem Musikfestival Steyr.
Von 2013 bis 2017 war Serafin Veranstalter und Produzent des Österreichischen Musiktheaterpreises. 2016 übernahm er die künstlerische Leitung des jährlich stattfindenden Viennese Opera Ball New York.
Serafin leitete von 2017 bis 2019 das Kulturmarketing der Esterhazy Betriebe, 2019 wurde er zum Intendanten der Oper im Steinbruch St. Margarethen ernannt. Seit 2017 ist er zudem Präsident und Vorstand des Vereins Freunde Schlossquartier Eisenstadt sowie der Freunde der Oper im Steinbruch.
Serafin lebt in Wien und New York.

## Soziales Engagement
Seit dem Jahr 2010 tritt Serafin jährlich bei Licht ins Dunkel auf und unterstützt die Organisation mit Spenden. 2012 spendete er nach dem Hurrikan Sandy die Gesamteinnahmen des Kartenverkaufs seiner USA-Tournee an das American Red Cross.

## Trivia
2014 trat Daniel Serafin als Kandidat in der Tanzsendung Dancing Stars bei ORF eins an.

## DVDs
- 2005: Die lustige Witwe – Seefestspiele Mörbisch (als V. Cascada)
- 2007: Wiener Blut – Seefestspiele Mörbisch (als Josef)
- 2008: Kampl – Theater in der Josefstadt (Herr von Pichtl)
- 2011: Der Zigeunerbaron – Seefestspiele Mörbisch (als Graf Homonay)
- 2012: Die Fledermaus – Seefestspiele Mörbisch (als Dr. Falke)